# Hal Jordan
Hal Jordan, também conhecido como Lanterna Verde, é um super-herói fictício que aparece nos quadrinhos estadunidenses publicados pela DC Comics. O personagem foi criado pelo escritor John Broome e o ilustrador Gil Kane em 1959, estreando na revista Showcase #22 (outubro de 1959). Jordan é uma reinvenção do Lanterna Verde anterior, Alan Scott, que apareceu nos quadrinhos da década de 1940.
Hal Jordan é um piloto de caça, um membro e, ocasionalmente, líder de uma força policial intergaláctica chamada tropa dos Lanternas Verdes, bem como um membro fundador da Liga da Justiça, ao lado de heróis conhecidos como Batman, Superman e Mulher-Maravilha. Ele luta contra o mal através do universo com um anel que lhe dá uma variedade de superpoderes, mas é geralmente retratado como um dos protetores do Setor 2814, que é o setor onde a Terra reside. Seus poderes derivam de seu anel de energia e da bateria do Lanterna Verde, que nas mãos de alguém capaz de superar o grande medo permite ao usuário canalizar sua força de vontade para criar todo tipo de construções fantásticas. Jordan usa esse poder para voar, mesmo através do vácuo do espaço, para criar escudos, espadas e lasers, e para construir seu traje de Lanterna Verde, que protege sua identidade secreta em sua vida civil na Terra. Jordan e todos os outros Lanternas Verdes são monitorados e capacitados pelos Guardiões do Universo, que foram desenvolvidos a partir de uma ideia que Julius Schwartz e Broome haviam concebido anos antes em uma história do Capitão Cometa em Strange Adventures #22 (julho de 1952) intitulada Guardiões do Universo Mecânico.
Durante a década de 1990, Jordan também apareceu como vilão. A história Crepúsculo Esmeralda (Emerald Twilight) apresenta um Jordan traumatizado pela destruição de sua cidade natal, Coast City, causada pelo supervilão Mongul. Após esse evento, ele adotou o nome Parallax e ameaçou destruir o universo. Nos anos seguintes, a DC Comics reabilitou o personagem, primeiro com o próprio buscando redenção por suas ações como Parallax, e mais tarde revelando que esse vilão era, na verdade, uma entidade cósmica maligna que o corrompeu, assumindo o controle de suas ações. Entre a passagem do personagem como Parallax e seu retorno como Lanterna Verde, ele também serviu brevemente como Espectro, um personagem sobrenatural que age como o agente furioso da divindade criadora do Universo DC na Terra.
Fora dos quadrinhos, Hal Jordan apareceu em vários projetos de animações, jogos eletrônicos e um filme live-action. A aparência original de Jordan nos quadrinhos foi baseada no ator Paul Newman, e o personagem foi classificado em sétimo lugar na compilação Top 100 Comic Book Heroes do portal IGN em 2011. Em 2013, Jordan ficou em quarto lugar no Top 25 Heroes of DC Comics da IGN, atrás apenas da trindade da DC.

## Publicação

### Recriado para a Era de Prata
Após alcançar um grande sucesso ao reviver o personagem Flash na Era de Ouro dos quadrinhos em 1956, o editor da DC Julius Schwartz buscou recriar o Lanterna Verde do mesmo período. A partir de seu amor pela ficção científica, Schwartz pretendia mostrar o novo Lanterna Verde sob uma perspectiva mais moderna. Com o apoio do escritor John Broome e do artista Gil Kane, reintroduziram o personagem em Showcase #22 (outubro de 1959).
O personagem foi um sucesso, e rapidamente decidiram prolongar sua participação de três edições em Showcase com uma série autointitulada: Green Lantern #1 começou em julho-agosto de 1960 e continuaria até a edição de número 84 em abril-maio de 1972.
A partir da edição 17, o roteirista Gardner Fox se juntou à revista para dividir as tarefas de redação com John Broome. O quarteto formado por Schwartz, Broome, Fox e Kane permaneceu como o núcleo criativo até 1970.

## Adaptações em outras mídias

### Animações
Hal Jordan participou de três episódios solo da série animada The Superman/Aquaman Hour of Adventure (1967), aparecendo também em segmentos da Liga da Justiça. Na dublagem brasileira, os nomes dos personagens foram traduzidos incorretamente, mudando-se o Lanterna Verde para o "Homem de Verde". No início da década de 1970, o estúdio Hanna-Barbera adquiriu os direitos do personagem e adaptou a Liga da Justiça. No entanto, a animação do estúdio, denominada Superamigos, tomou diversas liberdades criativas, incluindo personagens como os Supergêmeos. Jordan começou a aparecer nesta animação a partir da segunda temporada, mas com seus poderes deturpados. Na terceira temporada, o personagem tornou-se um membro fixo do grupo, com seus poderes originais. Com o fim da temporada, diversos personagens secundários do grupo, incluindo Jordan, deixaram a animação. O personagem só retornou nas duas últimas temporadas, novamente como membro cativo do grupo. Hal Jordan só apareceria novamente em uma animação três décadas depois, em um episódio duplo da série Duck Dodgers. No enredo, Daffy Duck (reinterpretado como Duck Dodgers) acidentalmente recebe o anel de Jordan da lavanderia e é convocado pela tropa para enfrentar Sinestro. Além de Jordan, o episódio apresenta outros personagens do universo, como o próprio Sinestro, Guy Gardner, John Stewart, Kilowog e Tomar-Re.
Ainda no início da década de 2000, muitos fãs questionaram a escolha de John Stewart como Lanterna Verde principal nos desenhos Liga da Justiça e Liga da Justiça sem Limites, já que Jordan era o integrante da tropa mais esperado antes do lançamento da animação. Os criadores explicaram que a escolha se deu pela necessidade de uma formação mais diversificada em termos étnicos e culturais. Apesar disso, no episódio 13 da primeira temporada de Liga da Justiça sem Limites, Jordan tem uma breve participação. Jordan também participou de três momentos na série The Batman (2004): sua estreia ocorreu em um episódio duplo da quarta temporada, quando Batman é convidado a integrar a equipe de justiceiros integrada pelo Lanterna Verde, Arqueiro Verde, Gavião Negro e Flash. No entanto, suas participações mais proeminentes ocorreram no sétimo episódio da quinta temporada, quando enfrenta Sinestro, e no último episódio da série, "Lost Heroes".
No final da década de 2000, o personagem apareceu em alguns episódios de Batman: The Brave and the Bold, apesar do Lanterna Verde principal desta série ser Guy Gardner. Na década de 2010, o personagem participou de alguns episódios de Young Justice como mentor dos jovens justiceiros. Em 2011, Green Lantern: The Animated Series estreou como a primeira série animada centrada no personagem, seguindo os eventos dos quadrinhos de Geoff Johns.

#### Filmes animados da DC
- Hal Jordan é o protagonista em Liga da Justiça: A Nova Fronteira[16] (2008). No filme, Hal é um combatente da Guerra da Coreia que pouco tempo após o fim do conflito é contratado para trabalhar na Ferris Aircraft. Ao realizar um teste de voo, Hal encontra a nave do moribundo Abin Sur, ganhando dele um anel. Hal somente usa um anel e se torna um Lanterna Verde durante o clímax do filme.
- Hal Jordan é o protagonista em Lanterna Verde: Primeiro Voo[17] (2009). O filme mostra Hal se tornando um Lanterna Verde e sua primeira missão, na qual trabalha ao lado de Sinestro para descobrir quem matou Abin Sur.
- Hal Jordan aparece em Liga da Justiça: Crise em Duas Terras[18] (2010).
- Hal Jordan é um dos personagens principais em Lanterna Verde: Guerreiros Esmeralda[19] (2011). Apesar de os personagens terem o mesmo visual de Primeiro Voo, Guerreiros Esmeralda não é uma sequência. No filme, Hal serve como mentor para Arisia, a protagonista do filme, contando a ela as histórias de alguns dos principais integrantes da Tropa dos Lanternas Verdes.
- Hal Jordan é um dos personagens principais em Liga da Justiça: A Legião do Mal[20] (2012). No filme, usando os arquivos do Batman para derrotar cada membro da Liga, a Legião consegue elaborar um plano para abater cada um dos membros. A Safira Estrela derrota Hal forjando uma situação na qual ele pensa que foi o responsável por deixar uma refém morrer. A angústia o faz perder a capacidade de usar o anel até que Batman mostra a ele que foi tudo uma força. Junto com a Liga da Justiça, Hal derrota a Legião do Mal.

#### Universo Animado da DC
- Em Liga da Justiça: Ponto de Ignição[21] (2013), que adapta a saga Ponto de Ignição, Hal aparece no início do filme auxiliando junto com a Liga da Justiça o Flash a deter a Galeria de Vilões e o Professor Zoom. Depois que a realidade é alterada após Barry ter voltado no tempo para salvar sua mãe, Nora, Hal é apenas um piloto comum que é enviado em missão suicida para abater o exército de Aquaman, mas a missão é mal sucedida.
- Em Liga da Justiça: Guerra[22] (2014), que adapta o primeiro arco da revista Liga da Justiça na fase dos Novos 52. Hal aparece no filme desempenhando o mesmo papel que desempenhou na HQ.
- Em Liga da Justiça: O Trono de Atlantis[23] (2015), que adapta a saga de mesmo nome lançada em 2012, Hal aparece no filme, diferenciando-se da HQ onde o personagem não aparece, pois havia saído do grupo.
- Hal aparece em A Morte do Superman (2018).[24] Ele está com os demais membros da Liga discutindo a agenda deles nos próximos dias. Victor Stone marca o dia da próxima reunião e Bruce diz que não poderá ir. Hal e Barry caçoam de Bruce após ele explicar que não poderá ir à reunião porque irá se encontrar com o diretor da escola onde ele matriculou Damian, seu filho. Victor tenta arranjar outro dia, mas Barry diz que não poderá por causa de seu casamento com Iris, e Hal tenta convencê-lo a fazer uma despedida de solteiro. Hal depois surge no filme auxiliando na luta contra o monstro Apocalypse, que estava prestes a matar Carter Hall. Após Hal retirar Carter e levá-lo para um local seguro, Bruce pede a Hal para que espere reforços, mas Hal insiste em enfrentar o monstro. Ele imobiliza Apocalypse através de um construto de seu anel, mas o monstro consegue romper o construto. Hal tenta se defender dos golpes de Apocalypse, montado um campo de força ao redor, mas o monstro consegue quebrar o campo de força e deixa Hal inconsciente. Ele só não é morto por Apocalypse pois é salvo por Barry. Ele mais tarde aparece junto com os outros membros da Liga no que restou da Sala da Justiça, onde veem Superman morto nos braços de Lois. No dia seguinte ao ocorrido, Hal e a Liga da Justiça prestam suas homenagens ao Superman durante o funeral e Hal usa o seu anel para acender a tocha que foi colocada em frente ao monumento construído em homenagem ao falecido herói.

### Séries

#### Universo Televisivo da DC Comics
- No episódio 1.22 de The Flash intitulado Rogue's Air, há uma referência a Hal Jordan quando, após chegarem a Ferris Aircraft, Capitão Frio pergunta ao Flash se o lugar não estava fechado, e o Flash responde que sim, dizendo que um piloto de testes havia desaparecido.[25]
- No episódio 4.01 de Arrow intitulado Green Arrow, durante uma das cenas de flashbacks, no bar onde Oliver Queen e Amanda Waller estão, Hal aparece brevemente. Seu rosto não é mostrado, mas ele é mostrado usando uma jaqueta com o nome Jordan.[26]
- No episódio 2.13 de The Flash intitulado Welcome to Earth Two, enquanto está disfarçado de Barry Allen da Terra 2, Barry, depois de chegar na casa de sua contraparte, vê o nome dos contatos no telefone e o nome de Hal aparece como um dos contatos.[27]

#### Lanterns
Hal Jordan aparecerá em Lanterns, interpretado por Kyle Chandler.

### Jogos eletrônicos
- Em Injustice: Gods Among Us,[29] Hal é um personagem jogável e é o protagonista de um dos capítulos do jogo. No jogo, Hal Jordan junto com alguns membro da Liga são trazidos para um universo alternativo onde Superman dominou o mundo. O Hal Jordan desse universo se aliou a Sinestro tornando um Lanterna Amarelo. Ao final do jogo, Hal faz seu duplicata e Sinestro do universo alternativo se entregarem aos Guardiões do Universo. Além da skin que Hal utiliza no jogo também há outras skins alternativas: Lanterna Amarelo, Superman: Entre a Foice e o Martelo e os Novos 52. Hal é dublado por Adam Baldwin na versão original e por Phillipe Maia na versão brasileira.
- Em Injustice 2,[30] cinco anos após os eventos do primeiro jogo, Hal, agora tendo retornado ao posto de Lanterna Verde, retorna à Terra ao para ajudar Barry e Bruce a lidarem com a invasão de Brainiac. Depois que os dois decidem dar o seu voto de confiança nele, Bruce envia Hal para ir à Atlantis falar com Arthur, na esperança de poder recrutá-lo para a luta contra Brainiac. Após Arthur relutantemente recusar, Hal enfrenta o Lanterna Vermelho Atrocitus, que tem tentado há um tempo converter Hal em um Lanterna Vermelho. Ele tenta novamente, mas Hal consegue sobrepujar a influência de Atrocitus e derrotá-lo. Quando Superman consegue usar a nave de Brainiac para restaurar algumas das cidades miniaturizadas, ele não consegue fazer o mesmo com Metropolis nem com Coast City, dizendo que elas se perderam. Superman decide matar Brainiac pelo que ele fez, enquanto Batman decide deixá-lo vivo, o que leva os heróis recém reunidos a se enfrentar novamente, mas diferente do que aconteceu antes, Hal se posiciona ao lado de Bruce e enfrenta Clark.

### Cinema
Lanterna Verde (2011) é inspirado em Lanterna Verde: Origem Secreta e Ryan Reynolds interpreta Hal Jordan. No filme, Hal Jordan (Ryan Reynolds) é um irresponsável piloto de testes da Ferris Aircraft cujo pai, também piloto de testes, morreu em um acidente com o jato. falhou em um dos testes e que por isso quase perdeu o emprego e a própria vida. À noite, após o incidente, Hal é interceptado pelo anel de Abin Sur (Temuera Morrison), que estava morrendo devido a um grave ferimento, e levado até o mesmo que faz com que Hal o substitua como Lanterna Verde. Após o seu anel ser ativado, Hal é levado a Oa, onde é menosprezado por ser apenas um ser humano e é informado de que a missão dele era capturar Parallax, o responsável pela morte de Abin Sur. Ele é treinado por Kilowog (Michael Clarke Duncan) e depois por Sinestro (Mark Strong), porém desiste de prosseguir com o treinamento e retorna à Terra, decidindo usar o anel para ajudar pessoas. Quando descobre que Hector Hammond (Peter Sarsgaard), está à serviço de Parallax e que este está vindo para a Terra, Hal retorna à Oa onde pede a ajuda dos Guardiões do Universo para deter Parallax, porém eles negam. Na Terra, Parallax chega aniquilando tudo que vê pela frente e Hal o enfrenta sozinho, atraindo-o para a atração de gravidade do Sol, onde ele é desintegrado e Hal é salvo pela Tropa dos Lanternas Verdes, que chegaram em seguida. Após ser condecorado pela tropa, Hal recebe o título de o maior Lanterna Verde de todos os tempos.

#### Universo Estendido da DC Comics
Hal Jordan aparecerá no filme Tropa dos Lanternas Verdes. O filme será ambientado no Universo Estendido da DC Comics, apresentando um Hal Jordan mais mais experiente, mas ainda jovem e  com um John Stewart mais sério e que será um novo recruta na Tropa. O filme tem lançamento previsto para 2020, mas ainda não há um diretor escolhido nem elenco. O filme será roteirizado e produzido por Geoff Johns, sendo baseado em sua celebrada fase do personagem.